# Aphrodisium faldermannii
Aphrodisium faldermannii là một loài bọ cánh cứng trong họ Cerambycidae.